# Трогон зелений
Трогон зелений (Apaloderma narina) — вид птахів родини трогонових (Trogonidae).

## Поширення
Вид поширений в Африці від Сенегалу на схід до Еритреї та на південь до ПАР. Мешкає від низовинних до високогірних лісах,, від тропічних до помірних регіонів.

## Опис
Птах завдовжки до 32 см, включаючи довгий хвіст. У самця яскраво-червоні груди і черевце з темними крилами із сірими і білими перами, темно-зелені голова, горло, шия та частина спини з більш світлими позначками по боках дзьоба і навколо очей. Самиця має менш яскраве забарвлення.

## Спосіб життя
Харчується переважно комахами, включаючи гусениць. Гнізда облаштовує у дуплах.

## Підвиди
Таксон вклюває 6 підвидів:
- A. n. subsp. constantia Sharpe & Ussher, 1872 — від Сенегалу до Нігерії
- A. n. subsp. arcanum Clancey, 1959 — від Чаду до Кенії
- A. n. subsp. brachyurum Chapin, 1923 — від Камеруну до Рифтової долини
- A. n. subsp. littorale van Someren, 1931 — Сомалі, Зімбабве
- A. n. subsp. rufiventre A.J.C.Dubois, 1897 — ДР Конго, Уганда, Танзанія, Малаві, Намібія, Ботсвана і Замбія
- A. n. subsp. narina (Stephens, 1815) — Малаві, Мозамбік, ПАР